# São Pedro (Covilhã)
São Pedro (llamada oficialmente Covilhã (São Pedro)) era una freguesia portuguesa del municipio de Covilhã, distrito de Castelo Branco.

## Historia
Era una de las cuatro freguesias que forman la ciudad de Covilhã.
Fue suprimida el 28 de enero de 2013, en aplicación de una resolución de la Asamblea de la República portuguesa promulgada el 16 de enero de 2013 al unirse con las freguesias de Canhoso, Conceição, Santa Maria y São Martinho, formando la nueva freguesia de Covilhã e Canhoso.